# Tenuipalpus metis
Tenuipalpus metis är en spindeldjursart som beskrevs av Hasan, Akbar och Bashir 2003. Tenuipalpus metis ingår i släktet Tenuipalpus och familjen Tenuipalpidae. Inga underarter finns listade i Catalogue of Life.